# Jenikale
Jenikale (ukránul: Єні-Кале; oroszul: Еникале; törökül: Yenikale; tatárul: Yeñi Qale) erődítmény a vitatott hovatartozású Krím félszigeten a Kercsi-szoros partján Kercs városának keleti határában.

## Története
Jenikalét az OszmánBirodalom építtette 1699–1706 közt a Krími Tatár Kánsághoz tartozó Kercsi-félszigeten. Az eredeti Yenikale név törökül új erődöt jelent (yeni - új, kale - erőd). Az erődítményt Goloppo vezetésével építették, aki egy olasz származású, de iszlámhitre áttért építész volt. Több francia mérnök is részt vett az építési munkálatokban.
Az erődöt nagy tűzerejű ágyúkkal szerelték fel, és fontos stratégiai pontot foglalt el a Kercsi-szoros partján. Az erőd a meredek, pusztuló tengerparti sziklák felső peremén, 25 000 m²-es szabálytalan négyszög alakú alapterületen terült el, és két lőporraktárral, arzenállal, víztározóval, lakóházakkal, fürdőházzal és egy mecsettel is ellátták.
A létesítmény körülbelül 800 török és 300 krími tatár katona befogadására volt alkalmas. Az erőd gyenge pontja az ivóvíz hiánya volt a környéken, ezért egy földalatti vízvezetéket készítettek, amely a vártól több kilométerre lévő forrásból szállította a vizet. Jenikale emellett a pasa rezidenciájaként is szolgált.
Az 1768–1774-es orosz–török háború idején az orosz hadsereg 1771 nyarán betört a Krím félszigetre. Bár az Oszmán Birodalomból érkeztek erősítések, a törökök úgy döntöttek, hogy elhagyják Jenikalét. A Nyikolaj Vlagyimirovics Borzov tábornok parancsnoksága alatt álló orosz egységek 1771. június 21-én hatoltak be az erődbe. Abaza Mehmed pasa, aki az erőd parancsnoka volt, Sinopba menekült, de a szultán a katonai kudarcok miatt halálra ítélte.
Az 1774-es kücsük-kajnardzsi béke után Kercset és a Jenikale erődöt az Orosz Birodalomnak engedték át. Az erőd a Taurida Kormányzóság Kercs-Jenikale városi önkormányzatának része lett.
A 19. században az erődöt az oroszok katonai kórházként használták. Az 1880-as évek óta a létesítmény teljesen elhagyatott.
Az erőd ma már szabadon látogatható  történelmi látványosság. Kercs városának szomszédos kerületét róla elnevezve Jenikalénak hívják. Ennek ellenére az építmény állaga leromlott, átfogó felújítást nem végeztek rajta, ráadásul a szovjet időkben a part menti vasútvonalat is keresztülvezették rajta. Az erőd jövőjét tovább bizonytalanítja a Krím 2014-es orosz annexiója.

## Galéria

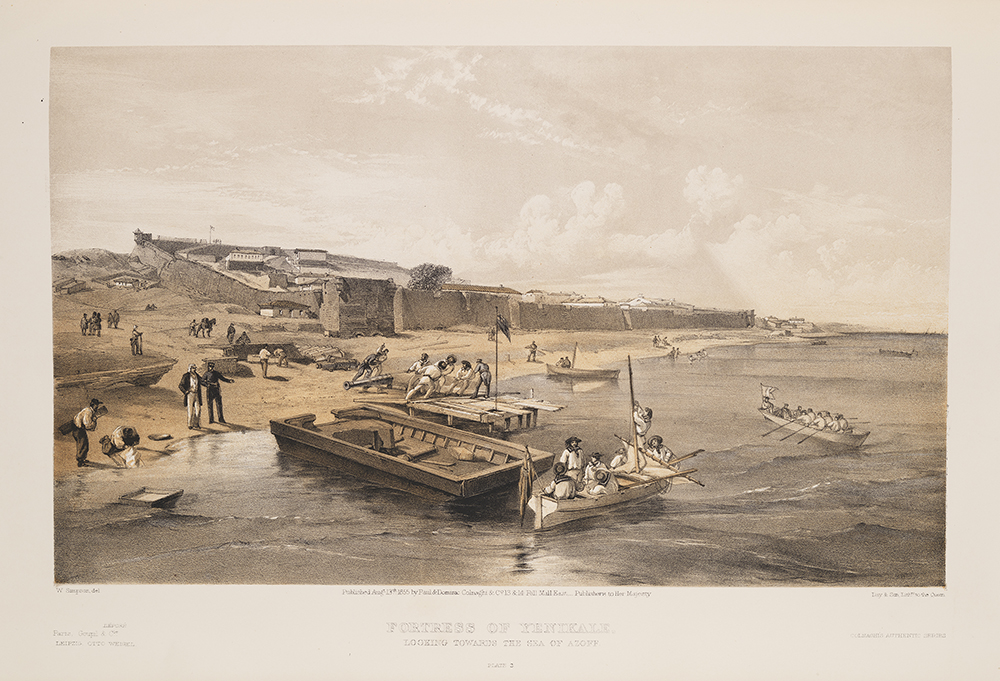
Az erőd a 19. században
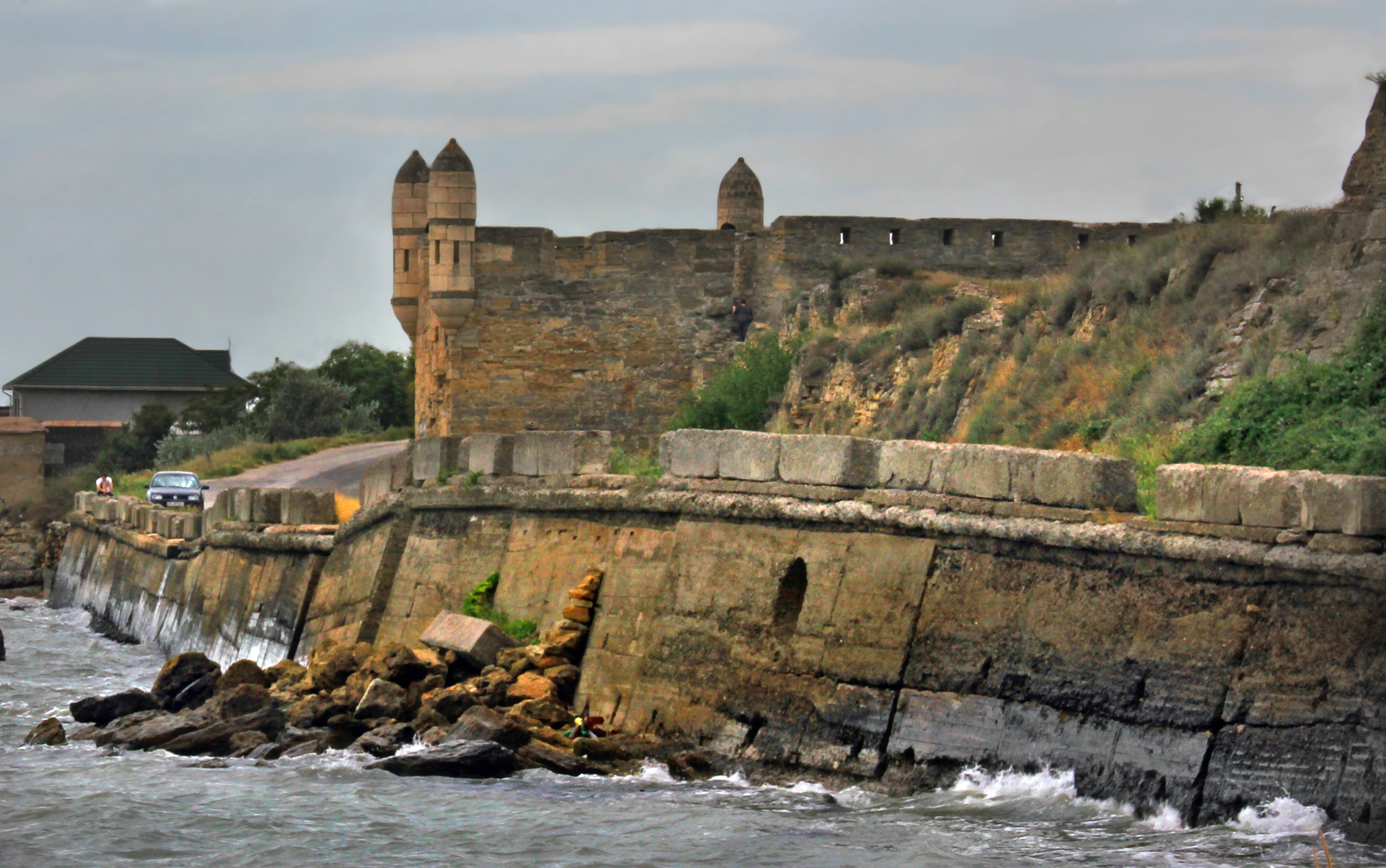
A tengerpartra néző oldal
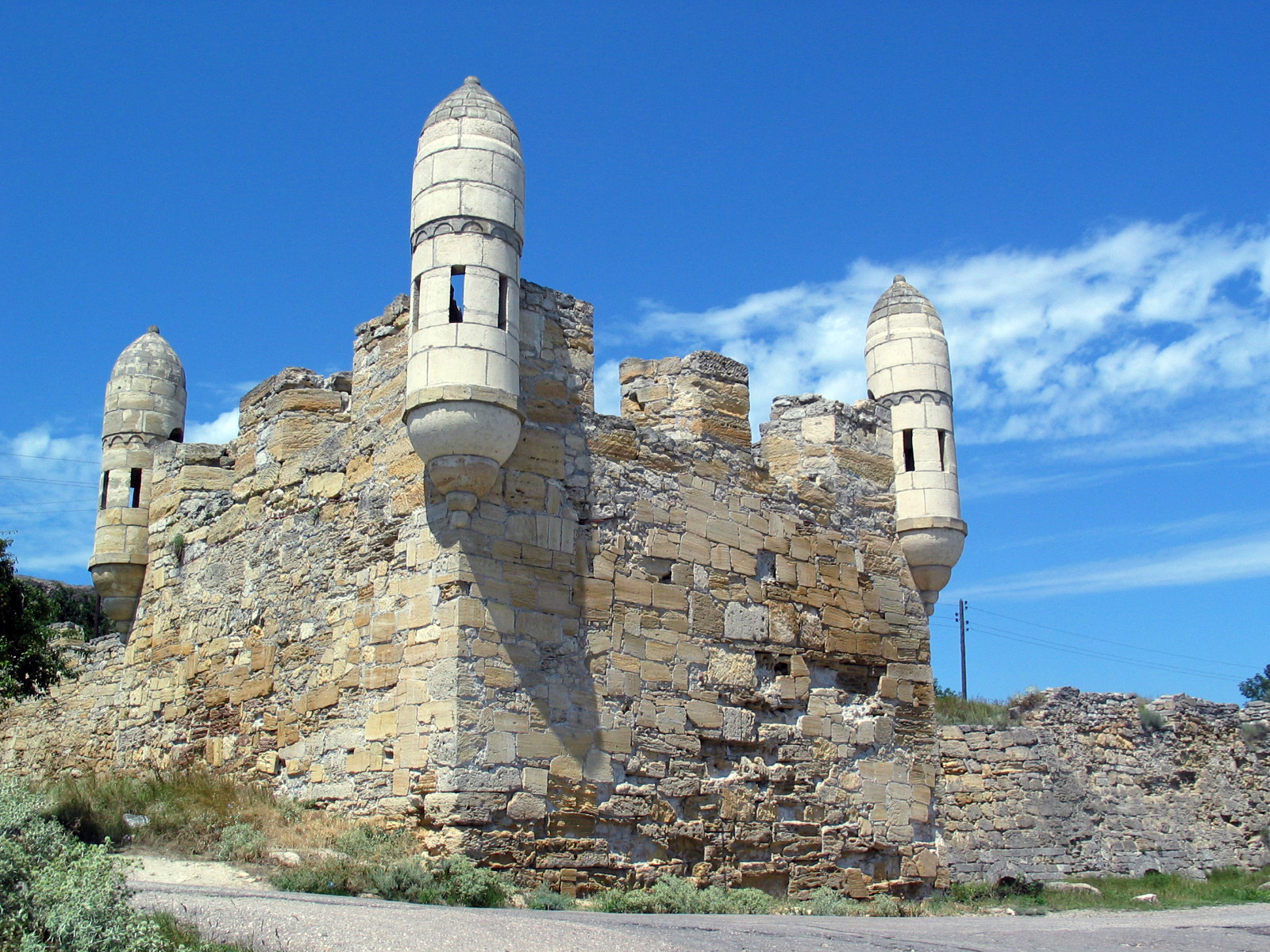
A Jenikale jelképének számító bástya
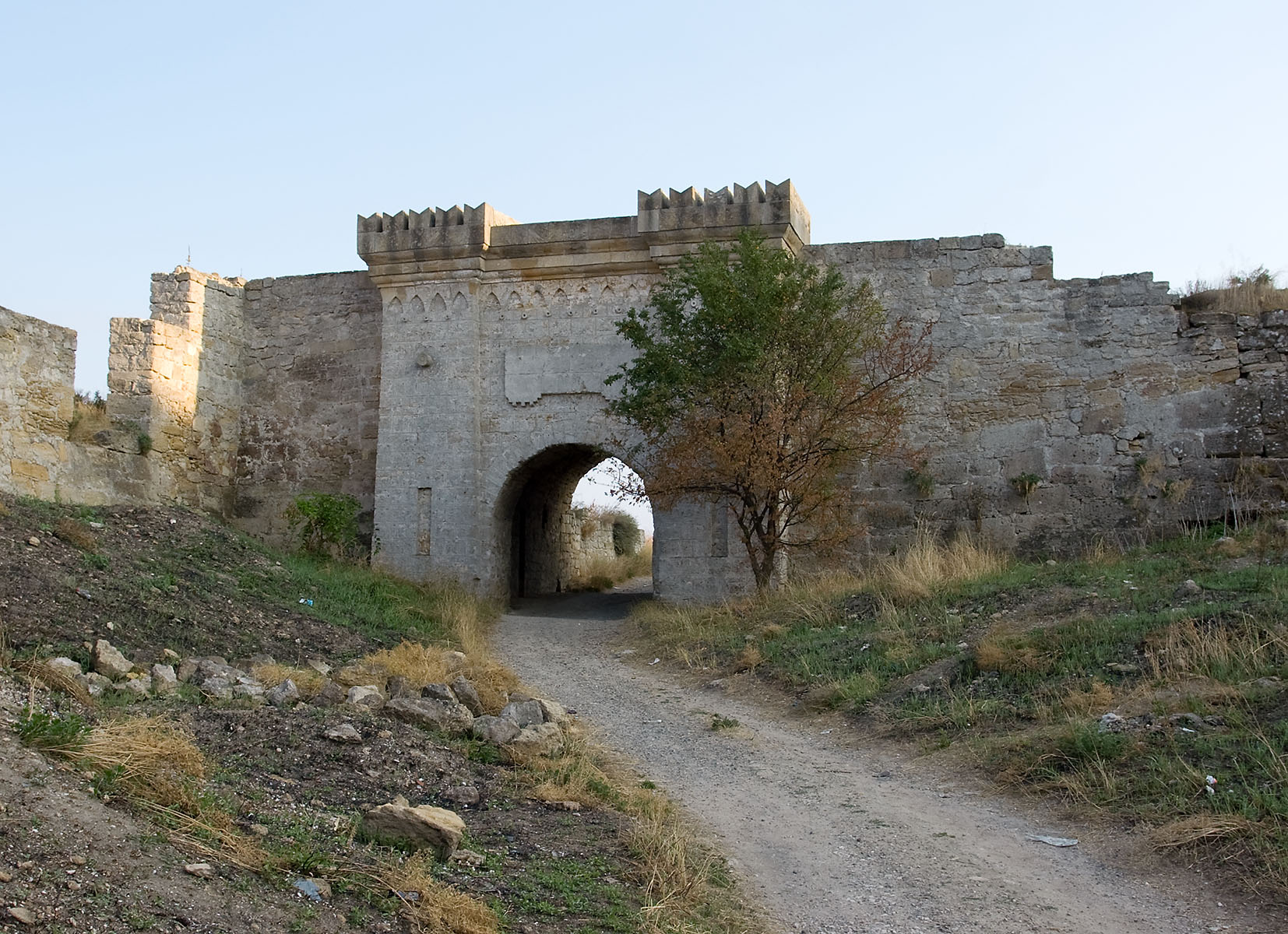
A keleti kapu
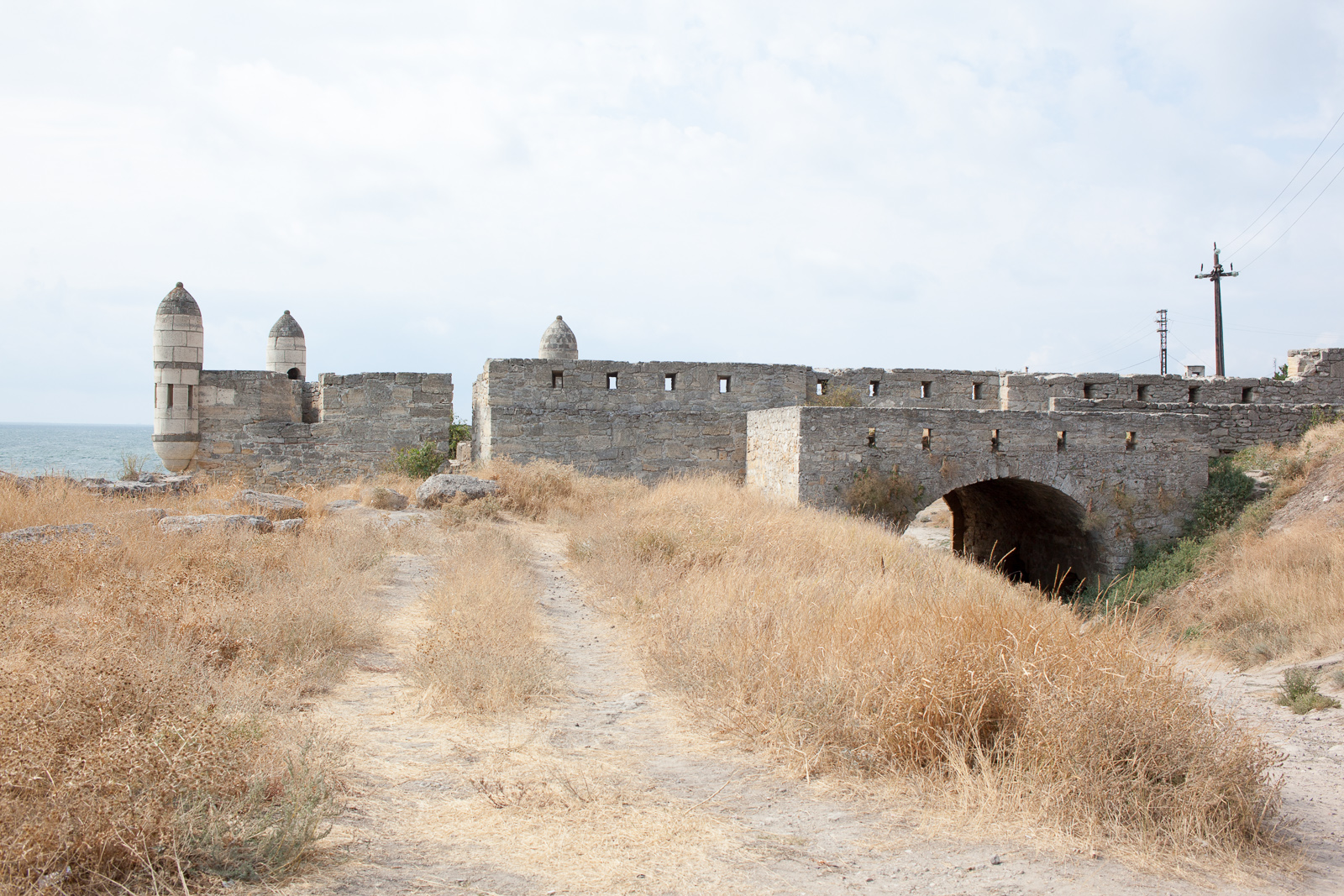
A bástya és a keleti kapu észak felől nézve
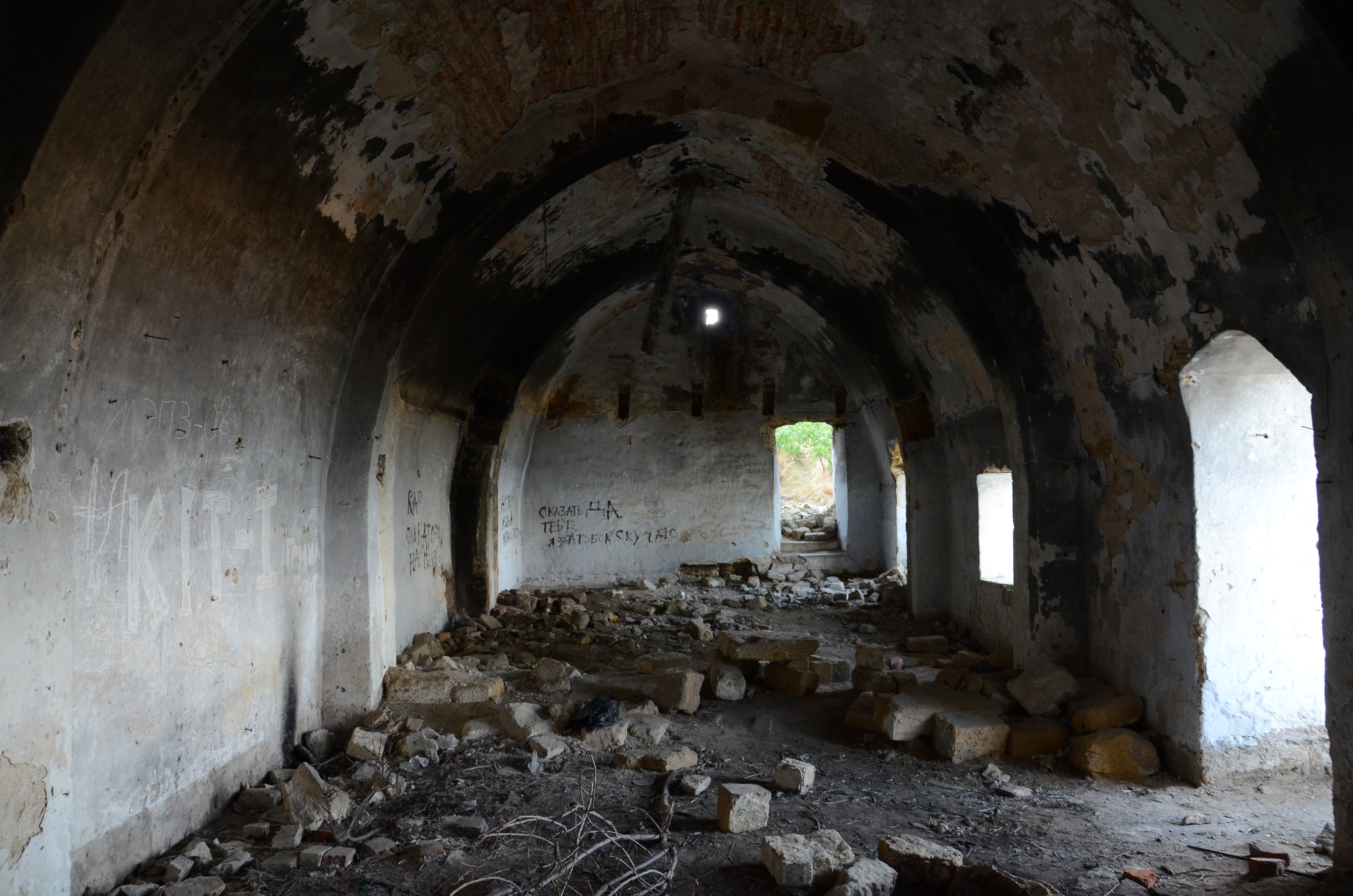
Elhagyatott helyiségek
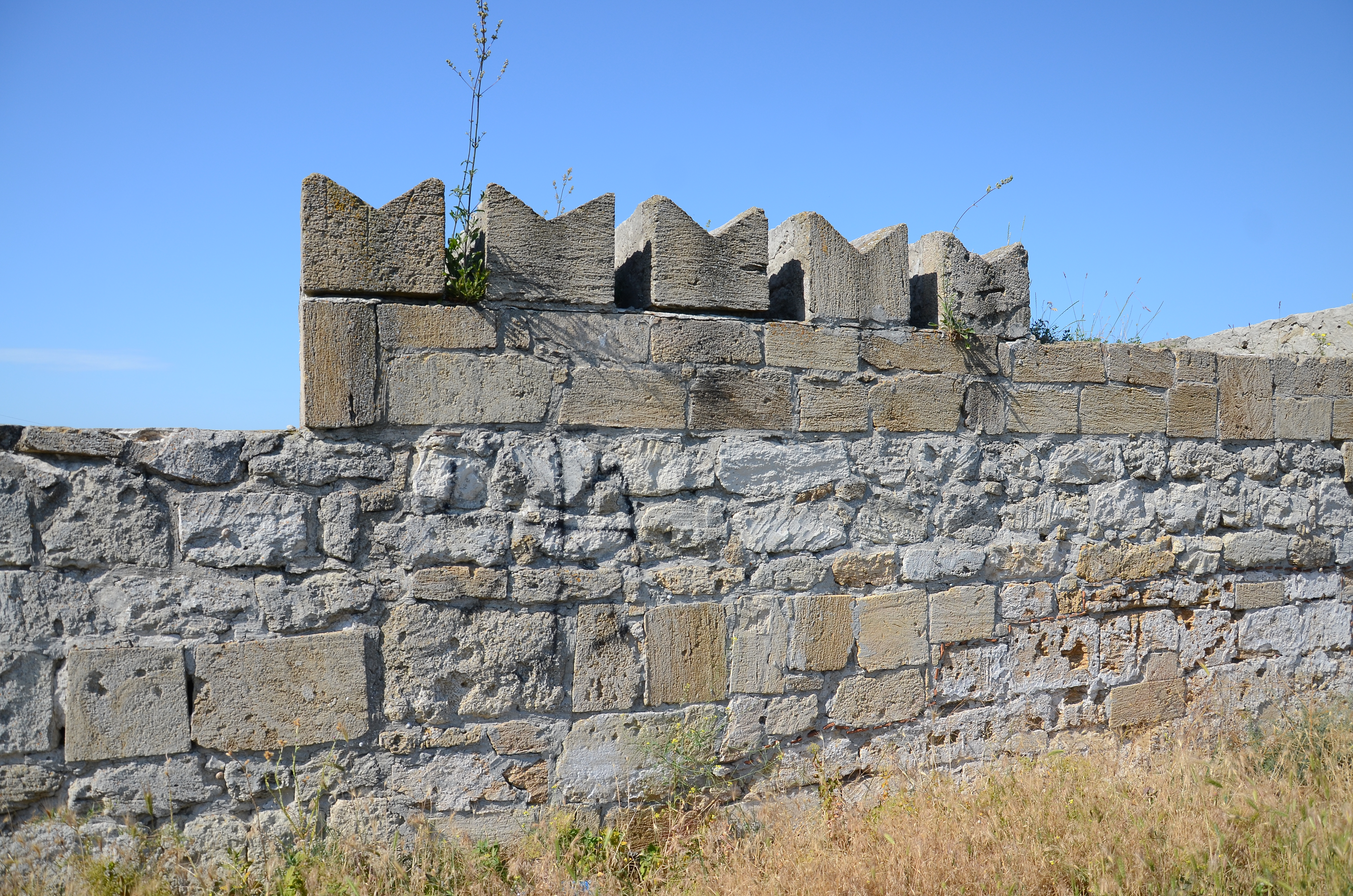
Jellegzetes kialakítású mellvéd
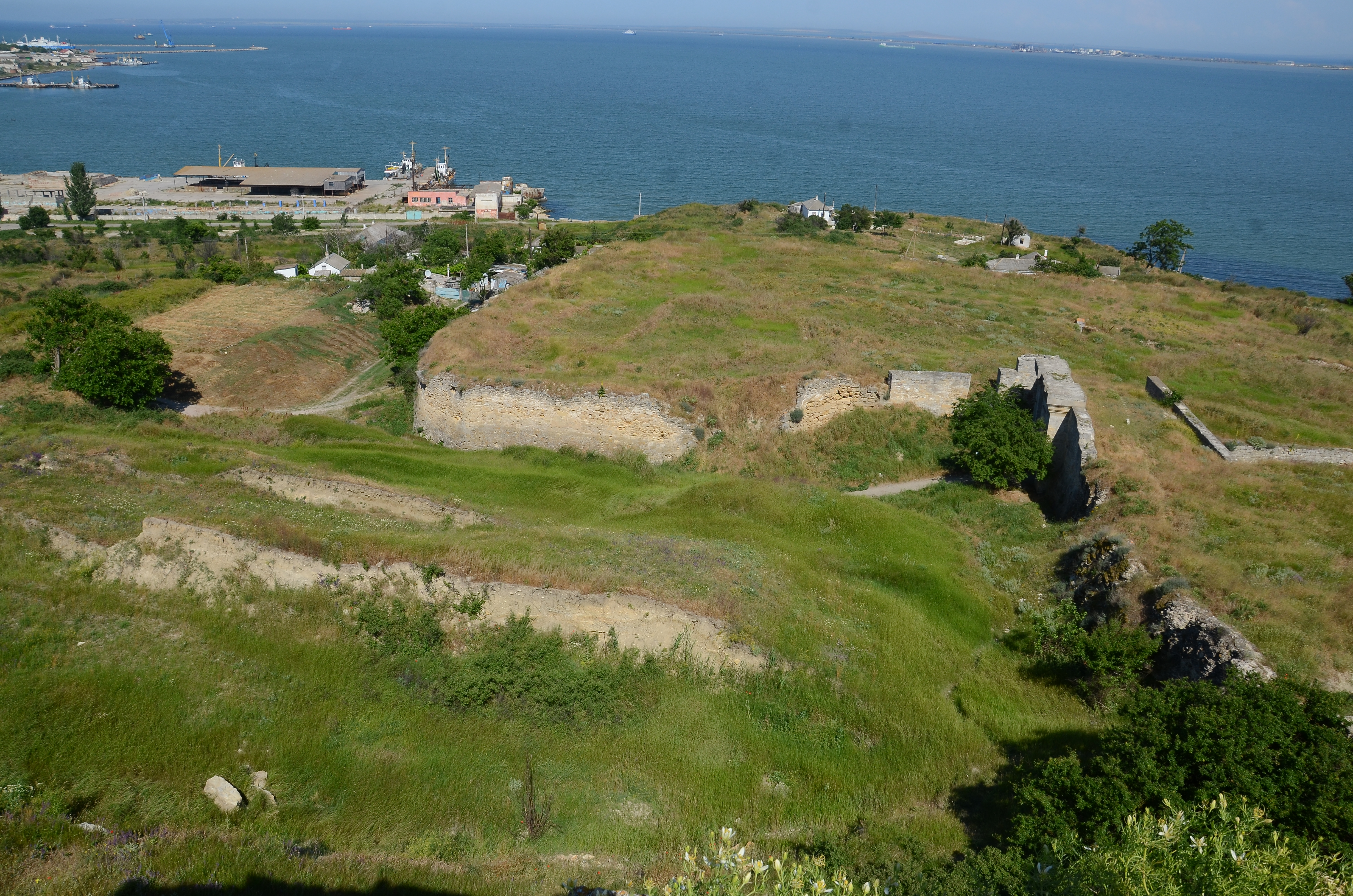
Kilátás a fellegvárból
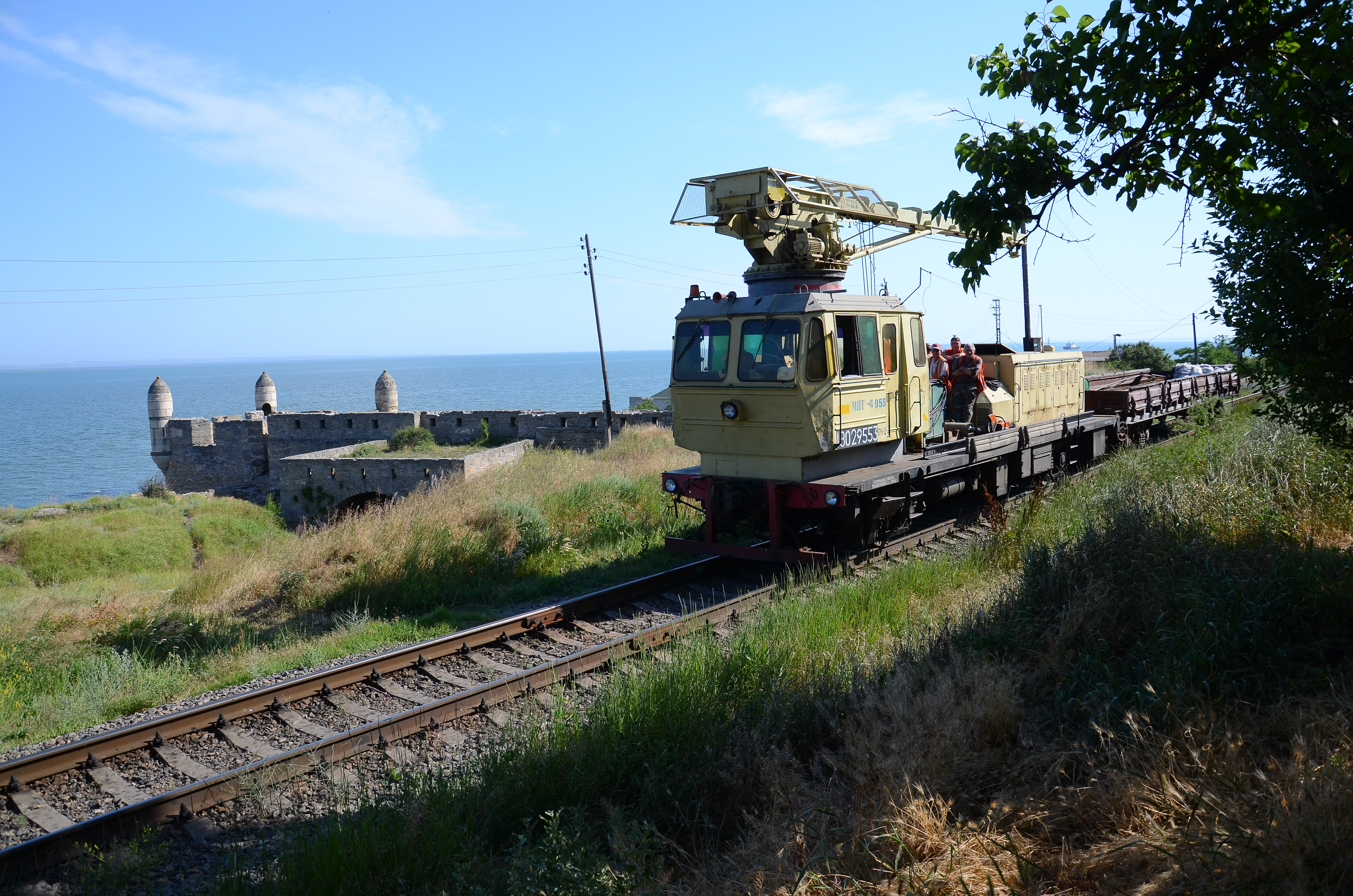
Az erődöt kettészelő vasút

## Fordítás
- Ez a szócikk részben vagy egészben  a   Yeni-Kale című angol Wikipédia-szócikk ezen változatának fordításán alapul.  Az eredeti cikk szerkesztőit annak laptörténete sorolja fel. Ez a jelzés csupán a megfogalmazás eredetét és a szerzői jogokat jelzi, nem szolgál a cikkben szereplő információk forrásmegjelöléseként.